# Pyranthus alasoa
Pyranthus alasoa är en ärtväxtart som beskrevs av Du Puy och Jean-Noël Labat. Pyranthus alasoa ingår i släktet Pyranthus och familjen ärtväxter. Inga underarter finns listade i Catalogue of Life.